# Попов, Вячеслав Николаевич
Вячесла́в Никола́евич Попо́в (родился 17 февраля 1962, Куйбышев, РСФСР, СССР) — советский и российский футболист. Играл на позиции защитника.

## Клубная карьера
Вячеслав Попов — воспитанник юношеской команды «Восход» (Куйбышев). На взрослом уровне начал карьеру в 1979 году, выступая за сызранскую команду «Турбина» во Второй лиге чемпионата СССР. В 1980 году начал играть за куйбышевские «Крылья Советов» и провёл в команде 9 сезонов, 3 из которых — в Первой лиге, а 6 — во Второй. С 1989 по 1991 год играл за среднеазиатские клубы «Навбахор» и «Алга», также участвовавшие во Второй лиге. Выступая за «Навбахор», в сезоне 1989 футболист забил 15 голов в 38 сыгранных матчах, что стало для него лучшим результатом в карьере.
В 1992 году Попов перешёл в «Уралмаш». Дебютировал в чемпионате России 29 марта в матче 1-го тура против «Факела»
.
22 апреля того же года забил единственный в своей карьере гол в высшей лиге (в ворота ЦСКА)
.
Всего сыграл за «Уралмаш» в высшей лиге 17 матчей. В 1993 году вернулся в Самару. В дальнейшем выступал за СКД (во второй лиге), «Нефтяник» (Похвистнево) (в третьей лиге) и венгерский клуб «Сегед». Завершил карьеру в 1994 году.

## Достижения
Крылья Советов (Самара)
- Победитель Второй лиги (3): 1983 (2-я зона), 1984 (2-я зона), 1986 (2-я зона)
- Третье место во второй лиге (1): 1988 (2-я зона)

 Навбахор
- Второе место во второй лиге (2): 1989 (7-я зона), 1990 (зона «Восток»)

 Алга
- Третье место во второй лиге (1): 1991 (зона «Восток»)